# Jednoręki bandyta

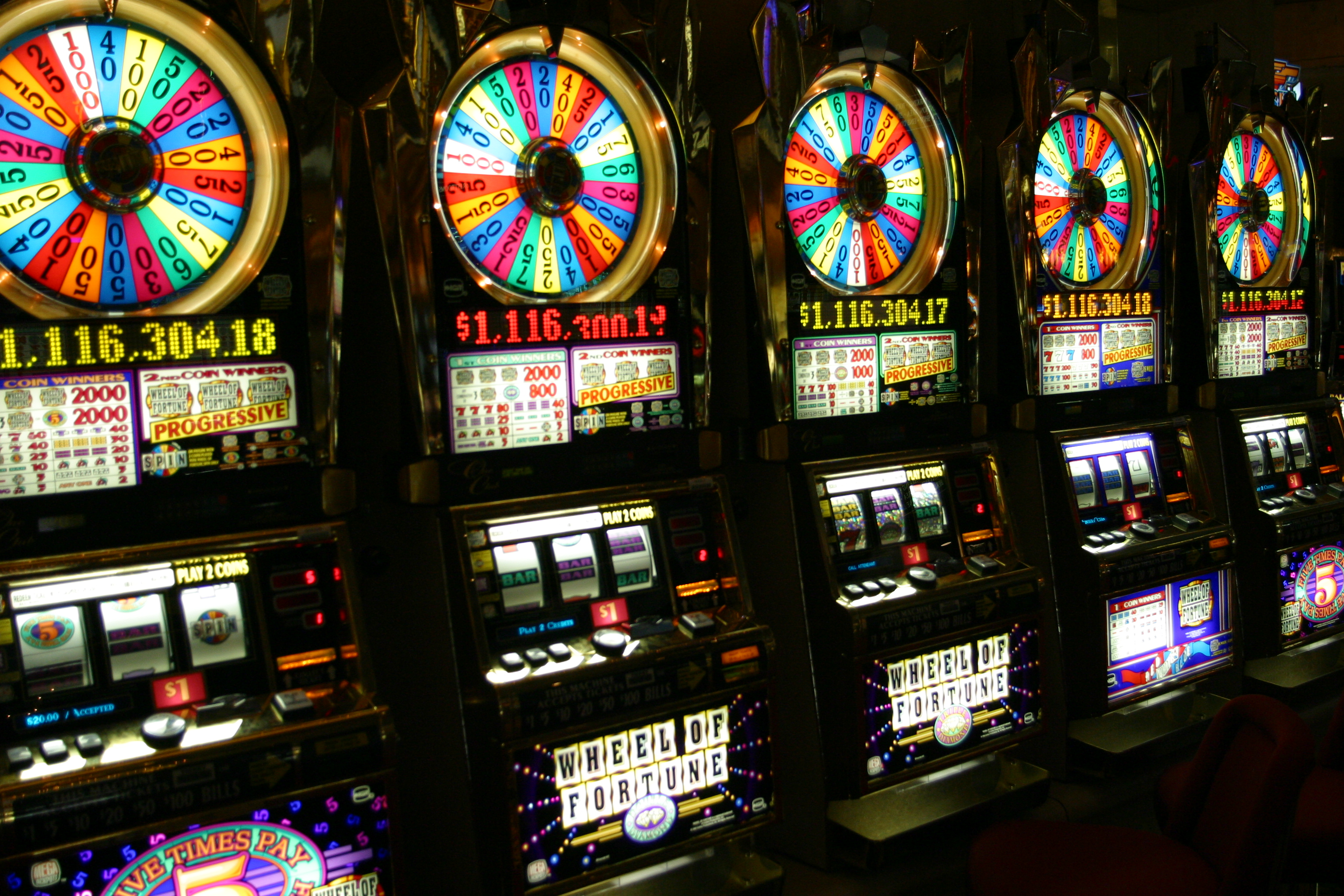
Jednoręki bandyta w kasynie w Las Vegas

Jednoręki bandyta (inaczej: z ang. slot machine; maszyna wrzutowa) – maszyna hazardowa dobierająca losowe konfiguracje różnych symboli (najczęściej są to owoce, przez co w języku angielskim urządzenia te są potocznie nazywane fruit machine). Wygrana następuje w momencie ułożenia się w jednym rzędzie identycznych znaków. Gra się na określone stawki, które przeliczane są na pieniądze. Im wyższa stawka, tym większy mnożnik lub więcej punktowanych linii. 
W Polsce legalne automaty hazardowe tego typu pojawiły się w latach 70. XX wieku w salonach gier (nie było wtedy jeszcze w Polsce kasyn, ale te salony były ich namiastką).
Standardowy podział automatów typu Jednoręki bandyta:
- 3-walcowe: 3 walce z jedną linią wypłat,
- 5-walcowe: 5 walców z więcej niż jedną linią wypłat,
- wielorzędowe: dają możliwość postawienia zakładu na kilka rzędów jednocześnie,
- multi-spin: każdy walec zatrzymywany jest osobno.

## Historia jednorękiego bandyty
Pierwsza wersja jednorękiego bandyty została wprowadzona do pubów w Nowym Jorku w 1891 roku przez firmę Sittman and Pitt i była bardzo prosta w swej formie. Po wrzuceniu monety w otwór maszyny należało pociągnąć za dźwignię, która uruchamiała walce z symbolami kart do gry. Nagrodą za trafienie zwycięskich symboli był darmowy drink lub cygaro od barmana.
Zasadniczą zmianę w maszynach wrzutowych wprowadził w roku 1895 Charles Frey, którego uważa się za ojca jednorękich bandytów. To on opracował automat do gry Liberty Bell (ang. Dzwon Wolności) z charakterystycznym symbolem dzwonka, który obecny jest w jednorękich bandytach do dziś. Automat Freya posiadał 3 walce i 5 różnych symboli: podkowę, karo, kier, pik i dzwonek. Najwyższą możliwą nagrodą w grze było 50 centów a aby je wygrać należało ułożyć w jednym rzędzie 3 jednakowe symbole. Oryginalna wersja jednorękiego bandyty autorstwa Charlesa Freya znajduje się w Muzeum Stanu Nevada w Carson City.
Początkowo grę na jednorękich bandytach traktowano jako rozrywkę i okazję do zabawy, nie jako sposób na zarobienie pieniędzy. Przykładem tego jest automat do gry, w którym nagrodą były owocowe gumy do żucia marki Bell-Fruit. W automacie tym wykorzystano symbole owoców (poszczególnych smaków gumy do żucia) oraz logo firmy, podłużny napis BAR, które używane są w wielu jednorękich bandytach do dzisiaj. Wszechobecne symbole różnych owoców zostały po raz pierwszy użyte w 1909 roku przez firmę Industry Novelty Company. Chcąc obejść ograniczenia prawne dotyczące automatów do gry, firma nazwała swoje maszyny dozownikami gumy do żucia, zastąpiła znaki na rolkach symbolami owoców, które sugerowały różne smaki gumy do żucia, i zbudowała kilka maszyn, które naprawdę wydawały gumę.
W roku 1963 amerykańska firma Bally wprowadziła na rynek maszynę wrzutową o nazwie Money Honey. Był to pierwszy elektromechaniczny automat do gry oraz pierwsza maszyna, która wypłacała wygraną automatycznie. Do automatu tego typu możliwe było wrzucenie więcej niż jednej monety, co pozwalało na grę za wyższą stawkę. 
Maszyny typu Jednoręki bandyta stały się na tyle popularne, że wprowadzono je do kasyn naziemnych celem przyciągnięcia nowych klientów. Obecnie, w dobie kasyn internetowych, powstało wiele firm specjalizujących się w tworzeniu wirtualnych automatów do gry. Najpopularniejszymi dostawcami gier są: Microgaming, Novomatic oraz Net Entertainment.
Ten ostatni, poszedł nawet o krok dalej i postanowił wykorzystać najnowsze technologie przy tworzeniu swoich automatów. Net Entertainment pracuje nad pierwszą maszyną typu jednoręki bandyta w technologii VR.

## Typy obecnych automatów slotowych
Obecne automaty slotowe, zarówno te znajdujące się w Las Vegas, jak i te, które znajdują się w kasynach internetowych dzielą się na wiele różnych typów. Można je podzielić na:
- gry pokerowe – gry, wymagające uzyskania symboli, których wartość jest taka sama, jak w pokerze;
- bingo – gracze zaznaczają wybierane losowo numery na wykupionych kartach. Wygrana następuje gdy gracz zaznaczy linię, wiele linii lub fulla (wszystkie numery w swoim zestawie)
- maszyny z wieloma liniami (multi-lines) – automat charakteryzujący się wieloma liniami zakładu. Liczba bębnów, a także liczba linii zakładów jest zmienna i zależy od cech każdego automatu. Każda szpula posiada sekwencji symboli, które są losowo wybierane podczas każdej rozgrywki;
- automaty Reel – automaty, zarówno mechaniczne, jak i elektroniczne posiadające bębny, których liczba zwojów może wahać się w zależności od gry. Bębny zawierają symbole w różnych kombinacjach, a podczas ich zatrzymania, symbole układają się w przypadkową kombinację;
- automaty niehazardowe - nie zawierające elementu losowości, w tym generatora liczb pseudolosowych. Charakterystyka rozgrywki jest analogiczna do tej dostępnej na maszynach z wieloma liniami (multi-lines), jednak wynik gry jest w pełni zależny od użytkownika – może on obliczyć dowolny etap rywalizacji i ocenić swoje szanse na wygraną.

Niemniej najczęściej spotykaną praktyką jest możliwość stawki od jednego do piętnastu punktów na każdą linię. Wyżej opisane urządzenia noszą nazwę tradycyjnych automatów wrzutowych. Niniejsze maszyny słyną z możliwości wylosowania ogromnej liczby symboli, a także gier bonusowych.
Między innymi te cechy mają wpływ na tak dużą popularność automatów slotowych. Warto dodać, iż w przyszłości planuje się stworzenie urządzeń hybrydowych. Takie automaty będą wyposażone w elementy urządzeń elektromechanicznych oraz maszyn wideo.

## Rozgrywka
Osoba grająca na automacie wkłada gotówkę w wyznaczone miejsce na maszynie. Następnie wybiera się stawkę od kilkudziesięciu groszy do kilku złotych. Potem wybiera się jedną, bądź więcej linii, na podstawie których maszyna będzie liczyła wygraną. Następnie można rozpocząć rozgrywkę za pomocą dźwigni, przycisku lub na nowszych maszynach, naciskając ekran dotykowy.
Gra polega na dopasowywaniu symboli na mechanicznych bębnach, które obracają się i zatrzymują, aby odsłonić jeden/kilka symboli. Symbole są zazwyczaj jaskrawo kolorowe i łatwo rozpoznawalne, takie jak obrazy owoców, siódemki lub liter oraz proste kształty, takie jak dzwonki, diamenty lub gwiazdki.
Nowsze automaty wideo wykorzystują animowane postacie z kreskówek i wizerunki popularnych aktorów lub piosenkarzy. Oprócz tego warto nadmienić, iż główny motyw wielu automatów jest oparty na bohaterach z filmów, artystach, czy programach telewizyjnych. Nowoczesne gry slotowe pozwalają na postawienie w rozgrywce różnorodnych kredytów.